# Hétomesnil
Hétomesnil település Franciaországban, Oise megyében. Lakosainak száma 321 fő (2022. január 1.). Hétomesnil Catheux, Choqueuse-les-Bénards, Conteville, Crèvecœur-le-Grand, Le Hamel, Lihus és Prévillers községekkel határos.

## Népesség
A település népességének változása:
| Lakosok száma | 287  | 303  | 310  | 312  | 316  | 324  | 327  | 332  | 321  |
|               | 2013 | 2015 | 2016 | 2017 | 2018 | 2019 | 2020 | 2021 | 2022 |